# Peklača
Pekláča je desni pritok Dravinje iz Haloz. Izvira na severni strani razvodnega slemena med Dravinjo in Rogatnico v južnem delu razloženega naselja Kočice in teče po razmeroma ozki dolini proti severovzhodu in severu skozi naselje Dolena vse do izliva v Dravinjo. Razmeroma kratek potok dobiva z obeh strani številne kratke pritoke, ki pritekajo iz kratkih stranskih dolin, nekoliko daljši so le Stojnšek in Hramška graba z leve ter Domanjšek z desne strani.
Celotno porečje Peklače je v razmeroma neodpornih srednjemiocenskih laporjih in peščenih laporjih, v katerih je nastalo zelo razčlenjeno površje s hitrim menjavanjem ozkih slemen in vmesnih kratkih stranskih dolin. Pobočja v teh kamninah so strma do mestoma zelo strma, na njih se pogosto prožijo manjši zemeljski plazovi.  Zaradi takšne kamninske podlage potok in njegovi pritoki prenašajo večinoma fino peščeno-ilovnato gradivo, zato je dolinsko dno ponekod nekoliko mokrotno. Del tega gradiva je potok ob izlivu nasul v širok in položen vršaj, s katerim je celo nekoliko odrinil Dravinjo proti severu.
Dolina Peklače je v zgornjem delu ozka grapa z majhnim strmcem, nato se ob strugi potoka pojavi sprva ozka naplavna ravnica, ki postaja dolvodno nekoliko širša in ob spodnjem toku doseže širino ok. 150 m. Potok teče po njej v naravno ohranjeni strugi, obdani z obvodnim drevesnim in grmovnim rastjem. Večino leta ima razmeroma malo vode, a se lahko ob močnih nalivih hitro spremeni v hudournik in poplavi najnižje dele dolinskega dna. Zaradi tega je bilo nekoč v dolinskem dnu le nekaj manjših kmetij, odmaknjenih vstran od potoka, in podobno je tudi dandanes, tako da kratkotrajne poplave večinoma ne ogrožajo bivališč. Zgornji, najožji del doline je neposeljen in potok teče večinoma po gozdu, drugod se v naplavni ravnici menjavajo travniki in njive.